# Cristhian Stuani
Cristhian Ricardo Stuani Curbelo, noto semplicemente come Cristhian Stuani (Tala, 12 ottobre 1986), è un calciatore uruguaiano di origini italiane, attaccante del Girona.
È il miglior marcatore nella storia del Girona con 141 reti.

## Caratteristiche
È un attaccante in grado di svariare su tutto il fronte offensivo; risulta molto abile nel gioco aereo e nel far salire la squadra.

## Carriera

### Club
Comincia la sua carriera in patria nel Danubio di Montevideo. Nella stagione 2006-2007 è in prestito al Bella Vista, e segna 16 gol in 20 partite in prima divisione. Nel campionato di Apertura della stagione 2007-2008, tornato al Danubio dal prestito, sigla 19 reti in 14 partite, segnando un poker nell'ultima partita di campionato.
Nel settembre 2007 viene acquistato in prestito dalla Reggina alla fine del calciomercato estivo, ma rimane in Uruguay sino a dicembre (fine del Campionato di Apertura) e viene iscritto nella rosa del club calabrese il 3 gennaio, data di riapertura del calciomercato. Esordisce in Serie A in Empoli-Reggina 1-1 il 12 gennaio 2008. Chiude la sua prima stagione in amaranto con 12 presenze.
Le presenze diminuiscono a 6 nella sua seconda stagione di Serie A. Sigla il suo primo gol italiano su rigore (da lui conquistato) il 31 maggio 2009 in Reggina-Siena 1-1, all'ultima giornata di campionato, con la squadra amaranto già retrocessa in Serie B. Il 1º agosto 2009 viene ceduto in prestito all'Albacete. Nella Segunda División spagnola l'attaccante si sblocca e nelle prime 5 partite mette a segno 5 reti.
Nell'estate 2010 passa in prestito al Levante; con la Reggina ha comunque un contratto fino al giugno 2012. Fa il suo esordio nella Primera División il 12 settembre 2010 entrando al minuto 69' al posto del compagno di squadra Rafa Jordà nella gara persa per 4 reti a 1 a Getafe. Il 13 agosto 2011 passa ufficialmente al Racing Santander in prestito dalla Reggina. Sigla la sua prima doppietta con la maglia del Racing in occasione dell'incontro Osasuna-Santander 0-2 del 15 gennaio 2012.Chiude la stagione al Racing con 35 presenze (3 in coppa nazionale) siglando 13 reti (9 nella liga e 4 nella coppa nazionale).
Dopo aver effettuato il precampionato con la maglia della Reggina prendendo parte anche alle amichevoli estive il 29 agosto 2012 firma un contratto quadriennale con l'Espanyol. Fa il suo esordio (entra al 57º) con la nuova squadra nella gara giocata sul campo del Levante (sua ex squadra). Sigla la sua prima rete con la maglia catalana il 21 ottobre 2012 al minuto 92' portando la propria squadra sul risultato di 3-2 contro il Rayo Vallecano. Il 1º marzo 2015 firma il rinnovo fino al 2018 con la squadra catalana.
Il 15 luglio 2015, viene acquistato dagli inglesi del Middlesbrough con cui firma un contratto di durata quadriennale. Esordisce il 9 agosto successivo, entrando nel 2º tempo nella partita tra il suo club e il Preston. Termina la stagione con la promozione in Premier League scendendo in campo 36 volte realizzando 7 reti in campionato più 4 presenze nella coppa nazionale andando a segno 4 volte.
Nel 2017 si trasferisci al Girona e lì ci resta sino ad oggi, conquistando il cuore della gente con prestazioni convincenti e gol a grappoli anche se a stagioni alterne e diventando il miglior marcatore di sempre del club.
Non ultimo, il goal del 4-2 al Barcellona del 10 dicembre 2023

### Nazionale
Fa il suo esordio con la Celeste il 14 novembre 2012, in amichevole contro la Polonia, sostituendo all'85º Luis Suárez.
Viene convocato con continuità fino alla fine del 2019, totalizzando 50 presenze con la maglia uruguayana e segnando 8 goal.

## Statistiche

### Presenze e reti nei club
Statistiche aggiornate al 18 maggio 2025.
| Stagione             | Squadra              | Campionato           | Campionato | Campionato | Coppe nazionali | Coppe nazionali | Coppe nazionali | Coppe continentali | Coppe continentali | Coppe continentali | Altre coppe | Altre coppe | Altre coppe | Totale | Totale |
| Stagione             | Squadra              | Comp                 | Pres       | Reti       | Comp            | Pres            | Reti            | Comp               | Pres               | Reti               | Comp        | Pres        | Reti        | Pres   | Reti   |
| -------------------- | -------------------- | -------------------- | ---------- | ---------- | --------------- | --------------- | --------------- | ------------------ | ------------------ | ------------------ | ----------- | ----------- | ----------- | ------ | ------ |
| 2003-2004            | Danubio              | PD                   | 2          | 0          | -               | -               | -               | -                  | -                  | -                  | -           | -           | -           | 2      | 0      |
| 2004-2005            | Danubio              | PD                   | 2          | 0          | -               | -               | -               | -                  | -                  | -                  | -           | -           | -           | 2      | 0      |
| 2005-2006            | Danubio              | PD                   | 18         | 4          | -               | -               | -               | -                  | -                  | -                  | -           | -           | -           | 18     | 4      |
| 2006-2007            | Bella Vista          | PD                   | 14         | 12         | -               | -               | -               | -                  | -                  | -                  | -           | -           | -           | 14     | 12     |
| 2007-gen. 2008       | Danubio              | PD                   | 14         | 19         | -               | -               | -               | CL+CS              | 1+2                | 1+0                | -           | -           | -           | 17     | 20     |
| Totale Danubio       | Totale Danubio       | Totale Danubio       | 36         | 23         |                 | -               | -               |                    | 3                  | 1                  |             | 0           | 0           | 39     | 24     |
| gen.-giu. 2008       | Reggina              | A                    | 12         | 0          | CI              | 0               | 0               | -                  | -                  | -                  | -           | -           | -           | 12     | 0      |
| 2008-2009            | Reggina              | A                    | 6          | 1          | CI              | 3               | 0               | -                  | -                  | -                  | -           | -           | -           | 9      | 1      |
| Totale Reggina       | Totale Reggina       | Totale Reggina       | 18         | 1          |                 | 3               | 0               |                    | 0                  | 0                  |             | 0           | 0           | 21     | 1      |
| 2009-2010            | Albacete             | SD                   | 39         | 22         | CR              | 1               | 0               | -                  | -                  | -                  | -           | -           | -           | 40     | 22     |
| 2010-2011            | Levante              | PD                   | 30         | 8          | CR              | 3               | 2               | -                  | -                  | -                  | -           | -           | -           | 33     | 10     |
| 2011-2012            | Racing Santander     | PD                   | 32         | 9          | CR              | 4               | 4               | -                  | -                  | -                  | -           | -           | -           | 36     | 13     |
| 2012-2013            | Espanyol             | PD                   | 32         | 7          | CR              | 2               | 0               | -                  | -                  | -                  | -           | -           | -           | 34     | 7      |
| 2013-2014            | Espanyol             | PD                   | 34         | 6          | CR              | 4               | 1               | -                  | -                  | -                  | -           | -           | -           | 38     | 7      |
| 2014-2015            | Espanyol             | PD                   | 37         | 12         | CR              | 8               | 3               | -                  | -                  | -                  | -           | -           | -           | 45     | 15     |
| Totale Espanyol      | Totale Espanyol      | Totale Espanyol      | 103        | 25         |                 | 14              | 4               |                    | 0                  | 0                  |             | 0           | 0           | 117    | 29     |
| 2015-2016            | Middlesbrough        | FLC                  | 35         | 7          | FACup+CdL       | 1+3             | 0+4             | -                  | -                  | -                  | -           | -           | -           | 39     | 11     |
| 2016-2017            | Middlesbrough        | PL                   | 23         | 4          | FACup+CdL       | 5+0             | 1+0             | -                  | -                  | -                  | -           | -           | -           | 28     | 5      |
| Totale Middlesbrough | Totale Middlesbrough | Totale Middlesbrough | 58         | 11         |                 | 9               | 5               |                    | 0                  | 0                  |             | 0           | 0           | 67     | 16     |
| 2017-2018            | Girona               | PD                   | 33         | 21         | CR              | 0               | 0               | -                  | -                  | -                  | -           | -           | -           | 33     | 21     |
| 2018-2019            | Girona               | PD                   | 32         | 19         | CR              | 2               | 1               | -                  | -                  | -                  | -           | -           | -           | 34     | 20     |
| 2019-2020            | Girona               | SD                   | 36+4       | 29+2       | CR              | 0               | 0               | -                  | -                  | -                  |             | -           | -           | 40     | 31     |
| 2020-2021            | Girona               | SD                   | 25+2       | 10+0       | CR              | 2               | 0               | -                  | -                  | -                  |             | -           | -           | 29     | 10     |
| 2021-2022            | Girona               | SD                   | 37+3       | 22+2       | CR              | 1               | 0               | -                  | -                  | -                  |             | -           | -           | 41     | 24     |
| 2022-2023            | Girona               | PD                   | 32         | 9          | CR              | 2               | 1               | -                  | -                  | -                  | -           | -           | -           | 34     | 10     |
| 2023-2024            | Girona               | PD                   | 31         | 9          | CR              | 5               | 5               | -                  | -                  | -                  | -           | -           | -           | 36     | 14     |
| 2024-2025            | Girona               | PD                   | 31         | 11         | CR              | 1               | 0               | UCL                | 8                  | 0                  | -           | -           | -           | 40     | 11     |
| 2025-2026            | Girona               | PD                   | 0          | 0          | CR              | 0               | 0               | -                  | -                  | -                  | -           | -           | -           | 0      | 0      |
| Totale Girona        | Totale Girona        | Totale Girona        | 257+9      | 130+4      |                 | 13              | 7               |                    | 8                  | 0                  |             | -           | -           | 287    | 141    |
| Totale carriera      | Totale carriera      | Totale carriera      | 595        | 245        |                 | 48              | 22              |                    | 11                 | 1                  |             | -           | -           | 654    | 268    |

### Presenze e reti in nazionale
| Cronologia completa delle presenze e delle reti in nazionale ― Uruguay | Cronologia completa delle presenze e delle reti in nazionale ― Uruguay | Cronologia completa delle presenze e delle reti in nazionale ― Uruguay | Cronologia completa delle presenze e delle reti in nazionale ― Uruguay | Cronologia completa delle presenze e delle reti in nazionale ― Uruguay | Cronologia completa delle presenze e delle reti in nazionale ― Uruguay | Cronologia completa delle presenze e delle reti in nazionale ― Uruguay | Cronologia completa delle presenze e delle reti in nazionale ― Uruguay |
| Data                                                                   | Città                                                                  | In casa                                                                | Risultato                                                              | Ospiti                                                                 | Competizione                                                           | Reti                                                                   | Note                                                                   |
| ---------------------------------------------------------------------- | ---------------------------------------------------------------------- | ---------------------------------------------------------------------- | ---------------------------------------------------------------------- | ---------------------------------------------------------------------- | ---------------------------------------------------------------------- | ---------------------------------------------------------------------- | ---------------------------------------------------------------------- |
| 14-11-2012                                                             | Danzica                                                                | Polonia                                                                | 1 – 3                                                                  | Uruguay                                                                | Amichevole                                                             | -                                                                      | 85’                                                                    |
| 14-8-2013                                                              | Rifu                                                                   | Giappone                                                               | 2 – 4                                                                  | Uruguay                                                                | Amichevole                                                             | -                                                                      | 67’                                                                    |
| 6-9-2013                                                               | Lima                                                                   | Perù                                                                   | 1 – 2                                                                  | Uruguay                                                                | Qual. Mondiali 2014                                                    | -                                                                      | 25’                                                                    |
| 10-9-2013                                                              | Montevideo                                                             | Uruguay                                                                | 2 – 0                                                                  | Colombia                                                               | Qual. Mondiali 2014                                                    | 1                                                                      | 46’ 56’                                                                |
| 15-10-2013                                                             | Montevideo                                                             | Uruguay                                                                | 3 – 2                                                                  | Argentina                                                              | Qual. Mondiali 2014                                                    | -                                                                      | 90’                                                                    |
| 13-11-2013                                                             | Amman                                                                  | Giordania                                                              | 0 – 5                                                                  | Uruguay                                                                | Qual. Mondiali 2014                                                    | 1                                                                      | 70’                                                                    |
| 20-11-2013                                                             | Montevideo                                                             | Uruguay                                                                | 0 – 0                                                                  | Giordania                                                              | Qual. Mondiali 2014                                                    | -                                                                      | 60’                                                                    |
| 5-3-2014                                                               | Klagenfurt am Wörthersee                                               | Austria                                                                | 1 – 1                                                                  | Uruguay                                                                | Amichevole                                                             | -                                                                      |                                                                        |
| 30-5-2014                                                              | Montevideo                                                             | Uruguay                                                                | 1 – 0                                                                  | Irlanda del Nord                                                       | Amichevole                                                             | 1                                                                      | 46’                                                                    |
| 4-6-2014                                                               | Montevideo                                                             | Uruguay                                                                | 2 – 0                                                                  | Slovenia                                                               | Amichevole                                                             | 1                                                                      | 46’                                                                    |
| 14-6-2014                                                              | Fortaleza                                                              | Uruguay                                                                | 1 – 3                                                                  | Costa Rica                                                             | Mondiali 2014 - 1º turno                                               | -                                                                      |                                                                        |
| 19-6-2014                                                              | San Paolo                                                              | Uruguay                                                                | 2 – 1                                                                  | Inghilterra                                                            | Mondiali 2014 - 1º turno                                               | -                                                                      | 67’                                                                    |
| 24-6-2014                                                              | Natal                                                                  | Italia                                                                 | 0 – 1                                                                  | Uruguay                                                                | Mondiali 2014 - 1º turno                                               | -                                                                      | 63’                                                                    |
| 28-6-2014                                                              | Rio de Janeiro                                                         | Colombia                                                               | 2 – 0                                                                  | Uruguay                                                                | Mondiali 2014 - Ottavi di finale                                       | -                                                                      | 53’                                                                    |
| 5-9-2014                                                               | Sapporo                                                                | Giappone                                                               | 0 – 2                                                                  | Uruguay                                                                | Amichevole                                                             | -                                                                      | 58’                                                                    |
| 8-9-2014                                                               | Goyang                                                                 | Corea del Sud                                                          | 0 – 1                                                                  | Uruguay                                                                | Amichevole                                                             | -                                                                      | 57’                                                                    |
| 10-10-2014                                                             | Gedda                                                                  | Arabia Saudita                                                         | 1 – 1                                                                  | Uruguay                                                                | Amichevole                                                             | -                                                                      | 76’                                                                    |
| 13-10-2014                                                             | Mascate                                                                | Oman                                                                   | 0 – 3                                                                  | Uruguay                                                                | Amichevole                                                             | -                                                                      | 78’                                                                    |
| 28-3-2015                                                              | Agadir                                                                 | Marocco                                                                | 0 – 1                                                                  | Uruguay                                                                | Amichevole                                                             | -                                                                      | 60’                                                                    |
| 6-6-2015                                                               | Montevideo                                                             | Uruguay                                                                | 5 – 1                                                                  | Guatemala                                                              | Amichevole                                                             | -                                                                      | 58’                                                                    |
| 13-6-2015                                                              | Antofagasta                                                            | Uruguay                                                                | 1 – 0                                                                  | Giamaica                                                               | Coppa America 2015 - 1º turno                                          | -                                                                      | 73’                                                                    |
| 20-6-2015                                                              | La Serena                                                              | Uruguay                                                                | 1 – 1                                                                  | Paraguay                                                               | Coppa America 2015 - 1º turno                                          | -                                                                      | 46’                                                                    |
| 4-9-2015                                                               | Panama                                                                 | Panama                                                                 | 0 – 1                                                                  | Uruguay                                                                | Amichevole                                                             | 1                                                                      |                                                                        |
| 8-9-2015                                                               | San José                                                               | Costa Rica                                                             | 1 – 0                                                                  | Uruguay                                                                | Amichevole                                                             | -                                                                      | 46’                                                                    |
| 8-10-2015                                                              | La Paz                                                                 | Bolivia                                                                | 0 – 2                                                                  | Uruguay                                                                | Qual. Mondiali 2018                                                    | -                                                                      |                                                                        |
| 13-10-2015                                                             | Montevideo                                                             | Uruguay                                                                | 3 – 0                                                                  | Colombia                                                               | Qual. Mondiali 2018                                                    | -                                                                      |                                                                        |
| 25-3-2016                                                              | Recife                                                                 | Brasile                                                                | 2 – 2                                                                  | Uruguay                                                                | Qual. Mondiali 2018                                                    | -                                                                      | 81’                                                                    |
| 27-5-2016                                                              | La Plata                                                               | Uruguay                                                                | 3 – 1                                                                  | Trinidad e Tobago                                                      | Amichevole                                                             | -                                                                      | 46’                                                                    |
| 9-6-2016                                                               | Filadelfia                                                             | Uruguay                                                                | 0 – 1                                                                  | Venezuela                                                              | Coppa America Centenario - 1º turno                                    | -                                                                      |                                                                        |
| 7-9-2016                                                               | Montevideo                                                             | Uruguay                                                                | 4 – 0                                                                  | Paraguay                                                               | Qual. Mondiali 2018                                                    | -                                                                      | 76’                                                                    |
| 11-10-2016                                                             | Barranquilla                                                           | Colombia                                                               | 2 – 2                                                                  | Uruguay                                                                | Qual. Mondiali 2018                                                    | -                                                                      | 70’                                                                    |
| 11-11-2016                                                             | Montevideo                                                             | Uruguay                                                                | 2 – 1                                                                  | Ecuador                                                                | Qual. Mondiali 2018                                                    | -                                                                      |                                                                        |
| 24-3-2017                                                              | Montevideo                                                             | Uruguay                                                                | 1 – 4                                                                  | Brasile                                                                | Qual. Mondiali 2018                                                    | -                                                                      | 58’                                                                    |
| 4-6-2017                                                               | Dublino                                                                | Irlanda                                                                | 3 – 1                                                                  | Uruguay                                                                | Qual. Mondiali 2018                                                    | -                                                                      | 13’                                                                    |
| 7-6-2017                                                               | Nizza                                                                  | Italia                                                                 | 3 – 0                                                                  | Uruguay                                                                | Amichevole                                                             | -                                                                      | 46’                                                                    |
| 1-9-2017                                                               | Montevideo                                                             | Uruguay                                                                | 0 – 0                                                                  | Argentina                                                              | Qual. Mondiali 2018                                                    | -                                                                      | 83’                                                                    |
| 6-9-2017                                                               | Asunción                                                               | Paraguay                                                               | 1 – 2                                                                  | Uruguay                                                                | Qual. Mondiali 2018                                                    | -                                                                      | 67’                                                                    |
| 14-11-2017                                                             | Vienna                                                                 | Austria                                                                | 2 – 1                                                                  | Uruguay                                                                | Qual. Mondiali 2018                                                    | -                                                                      | 68’                                                                    |
| 23-3-2018                                                              | Nanning                                                                | Uruguay                                                                | 2 – 0                                                                  | Rep. Ceca                                                              | Amichevole                                                             | -                                                                      | 80’                                                                    |
| 26-3-2018                                                              | Nanning                                                                | Galles                                                                 | 0 – 1                                                                  | Uruguay                                                                | Amichevole                                                             | -                                                                      | 85’                                                                    |
| 8-6-2018                                                               | Montevideo                                                             | Uruguay                                                                | 3 – 0                                                                  | Uzbekistan                                                             | Amichevole                                                             | -                                                                      | 83’                                                                    |
| 30-6-2018                                                              | Soči                                                                   | Uruguay                                                                | 2 – 1                                                                  | Portogallo                                                             | Mondiali 2018 - Ottavi di finale                                       | -                                                                      | 74’                                                                    |
| 6-7-2018                                                               | Nižnij Novgorod                                                        | Uruguay                                                                | 0 – 2                                                                  | Francia                                                                | Mondiali 2018 - Quarti di finale                                       | -                                                                      | 59’                                                                    |
| 7-9-2018                                                               | Los Angeles                                                            | Messico                                                                | 1 – 4                                                                  | Uruguay                                                                | Amichevole                                                             | -                                                                      | 46’                                                                    |
| 12-10-2018                                                             | Seul                                                                   | Corea del Sud                                                          | 2 – 1                                                                  | Uruguay                                                                | Amichevole                                                             | -                                                                      | 62’                                                                    |
| 16-10-2018                                                             | Saitama                                                                | Giappone                                                               | 4 – 3                                                                  | Uruguay                                                                | Amichevole                                                             | -                                                                      | 85’                                                                    |
| 22-3-2019                                                              | Nanning                                                                | Uruguay                                                                | 3 – 0                                                                  | Uzbekistan                                                             | Amichevole                                                             | 2                                                                      | 83’                                                                    |
| 25-3-2019                                                              | Nanning                                                                | Thailandia                                                             | 0 – 4                                                                  | Uruguay                                                                | Amichevole                                                             | 1                                                                      | 60’                                                                    |
| 29-6-2019                                                              | Salvador                                                               | Uruguay                                                                | 0 – 0 (4 – 5 dtr)                                                      | Perù                                                                   | Coppa America 2019 - Quarti di finale                                  | -                                                                      | 90+7’                                                                  |
| 15-11-2019                                                             | Budapest                                                               | Ungheria                                                               | 1 – 2                                                                  | Uruguay                                                                | Amichevole                                                             | -                                                                      | 74’                                                                    |
| Totale                                                                 |                                                                        | Presenze                                                               | 50                                                                     |                                                                        | Reti                                                                   | 8                                                                      |                                                                        |

## Palmarès

### Club
- Campionato uruguaiano: 1

Danubio: 2003-2004